# Kurskaja (Arbatsko–Pokrovskajalinjen)
Kurskaja (ryska: Курская), är en tunnelbanestation på Arbatsko–Pokrovskajalinjen i Moskvas tunnelbana. 
Kurskaja delar ingång med Kurskaja-stationen på ringlinjen, ingången ligger i en stor vestibul vilken är belägen intill järnvägsstationen Kurskij, därav de båda tunnelbanestationernas namn.